# Direct Air Capture
Direct Air Capture (DAC) ist die Bezeichnung für chemisch-technische Verfahren zur Gewinnung von Kohlenstoffdioxid (CO2) aus der Umgebungsluft. Grundprinzip ist, dass Umgebungsluft durch einen Abscheideapparat strömt, der einen Teil des CO2 entzieht. Wie bei Carbon Capture and Utilization ist das Ergebnis des Verfahrens reines CO2. Dieses kann anschließend für verschiedene Zwecke verwendet werden. Wegen dieser Eigenschaft werden solche Anlagen als „Artificial trees“ („künstliche Bäume“) bezeichnet. Im Gegensatz zu echten Bäumen findet aber keine Carbonfixierung bzw. kein Calvin-Zyklus statt.
Anders als bei Carbon-Capture-Technologien, die CO2 aus Abgasen, reformierten Gasen oder stationären Quellen entnehmen, wird bei direkter Abscheidung (Direct Air Capture, DAC) das CO2 direkt aus der Atmosphäre (und nicht an einer Quelle) abgeschieden, um es zu speichern oder zu nutzen. Mobile Carbon-Capture-Technologien fangen CO2 aus mobilen Quellen ab und speichern das Gas an Bord, um es abzuscheiden oder zu nutzen.
Nutzungsmöglichkeiten des CO2 sind folgende:
- die stoffliche Nutzung als Rohstoff, z. B. für die Chemieindustrie
- die Herstellung CO2-neutraler Brennstoffe (EE-Gas und E-Fuels).

Möglich ist auch die Speicherung des Kohlenstoffdioxids im Untergrund, wodurch sich negative Emissionen erzielen lassen. Dies wird als Direct Air Carbon Capture and Storage (DACCS) bezeichnet; es soll dazu dienen, der Atmosphäre das Treibhausgas Kohlenstoffdioxid zu entziehen und dauerhaft per CO2-Abscheidung und -Speicherung (Carbon Capture and Storage, CCS) zu speichern, um damit der globalen Erwärmung entgegenzuwirken.

## Geschichte
Das DAC-Konzept wurde im Jahr 1999 von dem in den USA tätigen deutschen Physiker Klaus Lackner erstmals vorgeschlagen.
Das Prinzip der technischen CO2-Entnahme aus der Luft erfuhr in den 2010er-Jahren eine rasche Entwicklung. Es befindet sich aber noch immer im Entwicklungsstadium.
Die DAC-Technologie steht im Interesse von vielen verschiedenen Industrien, die Power-to-X-Anwendungen forcieren, wo CO2 als Kohlenstoffquelle benötigt wird. Beispielsweise wird sie in der Chemieindustrie für grüne Grundchemikalien wie E-Methanol benötigt, andererseits ist sie auch von Interesse für die Herstellung von E-Fuels, die sich in Verkehrsbereichen wie Schiffs-, Flug- oder auch Automobilverkehr einsetzen lassen. Das DAC ist unabdingbar, um eine CO2-Neutralität der Produkte zu gewährleisten. Dadurch ergibt sich die Möglichkeit, auch Wirtschaftssektoren zu defossilieren, die nicht oder nur bedingt auf eine Elektrifizierung ausweichen können.

## Verfahren

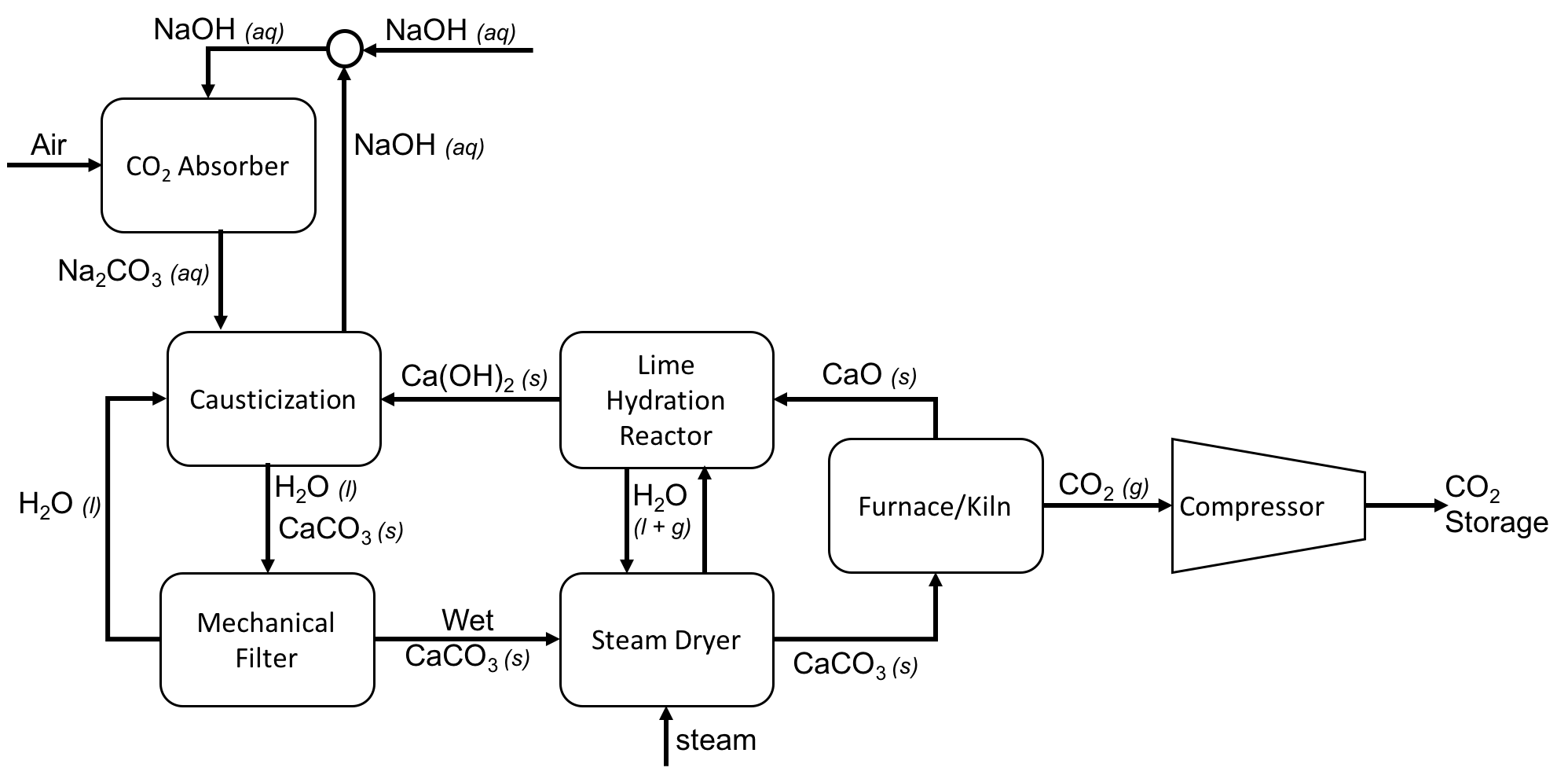
Flussdiagramm des direkten Luftfilterprozesses unter Verwendung von Natriumhydroxid als Absorptionsmittel und mit Regeneration des Lösungsmittels.

Zur Gewinnung von CO2 sind große Gebläse erforderlich, die Umgebungsluft durch einen Abscheideapparat leiten. Im Apparat befindet sich bei der Aminwäsche ein flüssiges Lösungsmittel aus organischen Aminen. Bei anderen Verfahren wird als CO2-Absorber beispielsweise Natriumhydroxid verwendet, das mit CO2 zu Natriumcarbonat reagiert. Dieses wird erhitzt, um hochreines CO2 freizusetzen. Natriumhydroxid wird dabei aus Natriumcarbonat rezykliert. Beim Chemisorption-Verfahren bindet sich das CO2 an ein festes Sorptionsmittel. Im nächsten Schritt wird durch Hitze und Vakuum das CO2 vom Feststoff desorbiert. Unter den spezifischen chemischen Prozessen, die untersucht werden, sind drei hervorzuheben:
- Absorption mit Alkali- und Erdalkalihydroxiden
- Karbonisierung[17]
- organisch-anorganische Hybridsorbentien, die aus Aminen wie Monoethanolamin (MEA), Diethanolamin (DEA) oder Methyldiethanolamin (DMEA) bestehen, die auf Adsorbentien als porösem Träger vorliegen.[10]

Die Aminwäsche wird auch zum Herausfiltern von reinem CO2 aus Punktquellen (Abgasen) mit höheren Konzentrationen an CO2 eingesetzt.
Niedrigkonzentriertes CO2 kann auch mit einem Anionenaustauschpolymerharz, genannt Marathon MSA, abgetrennt werden. Dieser Stoff nimmt in trockenem Zustand CO2 aus der Luft auf und gibt es in feuchtem Zustand wieder ab. Die Technologie erfordert weitere Forschung, um ihre Wirtschaftlichkeit zu bestimmen.
Andere Stoffe, die verwendet werden können, sind metallorganische Gerüste (MOFs).
Membranabscheidungen von CO2 beruhen auf semipermeablen Membranen, um CO2 aus der Luft abzutrennen. Diese Methode unterscheidet sich von den beiden anderen dadurch, dass sie wenig Wasser benötigt und eine geringere Grundfläche aufweist.

## Wirtschaftlichkeit
Eine der größten Hürden bei der Implementierung von DAC sind die Kosten für die Abtrennung von CO2 aus der Luft. Einer Studie aus dem Jahr 2011 zufolge würde eine Anlage zur Abscheidung einer Megatonne CO2 pro Jahr 2,2 Milliarden US-Dollar (USD) kosten. Andere Studien aus dem gleichen Zeitraum bezifferten die Kosten für DAC dagegen auf 200–1000 USD pro Tonne CO2.
In einer von 2015 bis 2018 durchgeführten Wirtschaftlichkeitsstudie einer Pilotanlage in British Columbia, Kanada, wurden die Kosten auf 94 bis 232 USD pro Tonne entferntes CO2 geschätzt. Diese Studie wurde vom Unternehmen Carbon Engineering durchgeführt, welches finanziell an der Kommerzialisierung der DAC-Technologie interessiert ist.
Ab 2011 lagen die CO2-Abscheidungskosten für Verfahren auf Hydroxidbasis bei 150 USD pro Tonne CO2. Die derzeitige Trennung auf Basis flüssiger Amine kostet 10 bis 35 USD pro Tonne CO2. Die Kosten für die absorptionsbasierte CO2-Abscheidung liegen zwischen 30 und 200 USD pro Tonne CO2. Es ist schwierig, die spezifischen Kosten für DAC zu ermitteln, da jede der Methoden große Unterschiede in Bezug auf die Regeneration des verwendeten Sorptionsmittels und dessen Kosten aufweist.
Der Bericht „The State of Carbon Dioxide Removal“, den die Universität Oxford seit 2023 herausgibt, schätzt die Kosten für die technische CO2-Entnahme auf 100 bis 300 USD pro Tonne.

## Entwicklung

### Carbon Engineering
Carbon Engineering ist ein kommerzielles DAC-Unternehmen, das 2009 gegründet wurde, unter anderem von Bill Gates und Murray Edwards. Seit 2015 betreibt es eine Pilotanlage in British Columbia, Kanada, die etwa eine Tonne CO2 pro Tag extrahieren kann.
In Zusammenarbeit mit dem kalifornischen Energieunternehmen Greyrock wandelt die Anlage einen Teil seines konzentrierten CO2 in synthetischen Kraftstoff um, einschließlich Benzin, Diesel und Jet-A-Düsentreibstoff.
Das Unternehmen nutzt eine Kaliumhydroxid-Lösung zur Absorption des CO2, wobei analog zum oben erwähnten auf Natriumhydroxid basierenden Verfahren Kaliumcarbonat gebildet wird.

### Climeworks
Die erste großtechnische DAC-Anlage von Climeworks ging im Mai 2017 in Betrieb. In Hinwil, Kanton Zürich, konnten 900 Tonnen CO2 pro Jahr gebunden werden. Um den Energiebedarf zu senken, nutzte die Anlage die Wärme einer örtlichen Müllverbrennungsanlage. Das CO2 wurde verwendet, um die Gemüseerträge in einem nahe gelegenen Gewächshaus zu steigern. 2022 stellte Climeworks den Betrieb des „Technologiewunders“ ein.
Das Unternehmen gab an, dass die Abscheidung einer Tonne CO2 aus der Luft rund 600 US-Dollar kostete.
Climeworks ist eine Partnerschaft mit Reykjavik Energy eingegangen. Im Jahr 2007 wurde das CarbFix-Projekt gestartet. Im Jahr 2017 wurde das CarbFix2-Projekt gestartet und erhielt Mittel aus dem Forschungsprogramm Horizont 2020 der Europäischen Union. Das CarbFix2-Pilotprojekt läuft neben einem geothermischen Kraftwerk in Hellisheidi, Island. Bei diesem Ansatz wird CO2 in einer Tiefe von 700 Metern unter der Erde verpresst. Dort mineralisiert es basaltisches Grundgestein zu Karbonatmineralien. In der DAC-Anlage wird Abwärme aus dem Geothermiekraftwerk genutzt, wodurch mehr CO2 eingespart wird, als  produzieren.

### Global Thermostat
Global Thermostat ist eine private Firma, die im Jahr 2010 in Manhattan (New York) gegründet wurde. Das zugehörige Werk liegt in Huntsville (Alabama). Global Thermostat verwendet Amin-Sorbentien auf Kohlenstoffbasis, die an Kohlenstoffschwämme gebunden sind, um CO2 aus der Atmosphäre zu entfernen. In seinen Projekten gewinnt das Unternehmen bis zu 50.000 Tonnen pro Jahr.
Das Unternehmen gibt an, in seiner Anlage in Huntsville CO2 für 120 USD pro Tonne entfernen zu können.
Global Thermostat hat Verträge mit einem Getränkehersteller (der mit DAC CO2 für seine kohlensäurehaltigen Getränke gewinnen will) und einem Ölkonzern abgeschlossen, der mit der Technologie von Global Thermostat Pionierarbeit in Sachen DAC-to-Fuel leisten will. Dabei geht es um die Herstellung von Kraftstoffen mit dem aus DAC gewonnenen Kohlenstoff.

### Andere Unternehmen
- Infinitree – früher bekannt als Kilimanjaro Energy and Global Research Technology und Teil der US-amerikanischen Carbon Sink (Demonstration eines Vor-Prototyps mit wirtschaftlich rentabler DAC-Technologie im Jahr 2007).[15][33]
- SkyTree – ein Unternehmen in den Niederlanden,[31]
- UK Carbon Capture and Storage Research Centre,[26]
- Antecy – ein niederländisches Unternehmen, das 2010 gegründet wurde.[34]

## DACCS
DAC gilt als vielversprechende Klimaschutz-Technologie. Wenn DAC mit einem CCS-System kombiniert wird, kann diese Technologie negative Emissionen produzieren und somit helfen, die Ziele des Pariser Klimaabkommens zu erreichen. Gleichzeitig weisen Wissenschaftler darauf hin, dass DACCS kein Ersatz für schnelle Klimaschutzmaßnahmen sein kann, da nicht sichergestellt ist, dass DACCS langfristig in ausreichendem Maß zum Einsatz kommen kann. Entwicklung und Umsetzung von DACCS-Anlagen sollen nicht dazu führen, dass gegenwärtige Klimaschutzbemühungen in der Hoffnung auf zukünftige Erfolge der DACCS-Technologie abgeschwächt werden. Die Entwicklung von DACCS solle gefördert werden, aber das dürfe nicht dazu führen, dass DACCS anstelle anderer Klimaschutzoptionen eingesetzt wird, sondern zusammen mit diesen.
Voraussetzung für das Erzeugen negativer Emissionen ist jedoch, dass eine kohlenstofffreie Energiequelle für den Betrieb der DACCS-Anlagen vorhanden ist. Die Verwendung von mit fossilen Brennstoffen erzeugter elektrischer Energie würde dagegen letztlich mehr CO2 an die Atmosphäre abgeben, als gleichzeitig eingefangen würde. Ein Nachteil von DACCS ist der hohe Energieverbrauch der Technologie. DAC erfordert aufgrund der niedrigen Konzentration von CO2 in der Luft einen viel größeren Energieeinsatz im Vergleich zur herkömmlichen Gewinnung aus Punktquellen wie Rauchgas. Die theoretische Mindestenergie, die zur CO2-Gewinnung aus der Umgebungsluft benötigt wird, beträgt ca. 250 kWh pro Tonne CO2. Die Abscheidung aus Erdgas- und Kohlekraftwerken erfordert ca. 100 bzw. 65 kWh pro Tonne CO2. Aufgrund dieses impliziten Energiebedarfs haben einige Geo-Engineering-Befürworter vorgeschlagen, „kleine Kernkraftwerke“ für die Energieversorgung von DAC-Anlagen zu verwenden, was möglicherweise eine ganze Reihe neuer Umweltauswirkungen mit sich brächte.
DAC, das sich auf die Absorption auf Aminbasis stützt, hat zudem einen erheblichen Wasserbedarf. Es wurde geschätzt, dass für die Abscheidung von 3,3 Gigatonnen CO2 pro Jahr 300 km³ Wasser erforderlich sind oder 4 % des Wasserbedarfs für Bewässerung. Andererseits benötigt die Verwendung von Natriumhydroxid viel weniger Wasser, aber die Substanz ist hoch ätzend und gefährlich. Insgesamt liegt der Wasserbedarf von DACCS dennoch etwa um den Faktor 10 oder mehr unter dem Wasserverbrauch von BECCS. Zudem ist der Flächenverbrauch von DACCS, gerade im Vergleich zur flächenintensiven Nutzung von BECCS, minimal und liegt bei 0,001 ha/Tonne CO2eq und Jahr. Wie BECCS erfordert DACCS zudem das Vorhandensein von sicheren geologischen CO2-Speichern, auch in Hinblick auf das Risiko von Leckagen und induzierten Erdbeben.
Die Entfernung von atmosphärischem Kohlenstoffdioxid durch DACCS-Anlagen ist aufgrund des hohen materiellen Aufwands wahrscheinlich deutlich teurer als traditionelle Klimaschutzoptionen zur Dekarbonisierung der Wirtschaft. Selbst mit erheblichen Kostensenkungen würden DACCS-Anlagen wahrscheinlich erst dann errichtet werden, wenn praktisch alle nennenswerten Punktquellen fossiler Kohlendioxidemissionen die Freisetzung von CO2 eingestellt haben.